# Soltid
Soltid är tid som räknas enligt solens (skenbara) dagliga rörelse, i motsats till tid enligt tidszon eller relativ tid sedan viss tidpunkt. Ett soldygn är tiden eller medeltiden för solen att nå två successiva undre kulminationer, alltså lägsta läge på himlen (vid midnatt). Med medelsoldygn menas medeltiden för dessa kulminationer. 
Det finns två sorters soltid:
- Sann soltid är den tid som ett korrekt uppställt solur visar. Eftersom solens rörelse i ekliptikan inte är likformig, och då ekliptikan dessutom lutar mot ekvatorn, blir den sanna soltiden lite ojämn. Ett sant soldygn kan avvika i längd från 24 timmar med upp till 27 sekunder.

- Medelsoltid hänför sig till rörelsen hos en tänkt medelsol som rör sig med konstant hastighet rakt ovanför jordens ekvator. Medelsoltiden är en jämnt flytande tid (frånsett små oregelbundenheter i jordens rotationshastighet). Ett medelsoldygn är så gott som exakt 24 timmar (upp till ett fåtal tusendels sekunder kan skilja).

Tidsekvationen är skillnaden mellan medelsoltiden och den sanna soltiden. Denna skillnad kan uppgå till maximalt ±16 minuter (se diagram). Det korrekt uppställda solurets "sanna soltid" plus tidsekvationen ger således platsens "korrekta medelsoltid". Man ser ibland ett diagram över tidsekvationen anbragt i solurets/solvisarens närhet. Man kan då på platsen omvandla den visade soltiden till den "korrekta" medelsoltiden. Två solvisarbilder, Flandrau och Colorado Springs, inkluderar (här otydliga) diagram för tidsekvationen.

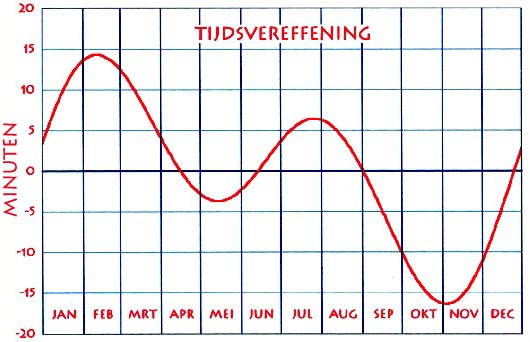
Tidsekvationen (tijdsvereffening) är skillnaden i minuter mellan medelsoltid och sann soltid.

## Soltid, zontid och koordinerad tid
Den sanna soltiden och medelsoltiden är bägge lokala tider, som beror på vilken longitud man befinner sig på: för varje grad i longitud man rör sig västerut drar sig den sanna soltiden 4 minuter efter. Femton graders skillnad i longitud motsvarar alltså en timmes skillnad i soltid.
Medelsoltiden för 0 graders longitud (Greenwichmeridianen) kallas för GMT (Greenwich Mean Time). Utgående från greenwichmeridianden motsvarar alltså meridianerna vid var femtonde grad österut (eller västerut) från Greenwich de orter som har ett helt antal timmars skillnad i soltid från Greenwich. 
I äldre tider redde man sig bra med lokal soltid, men allteftersom kommunikationerna snabbades upp (först med järnvägarna, men speciellt genom telegrafens införande) blev användandet av lokala soltider alltmer opraktiskt och olika orters tider synkroniserades därför med varandra så att större områden, ofta hela nationer, fick samma tid (ofta densamma som tidsmeridianen för huvudorten inom området). För Sveriges del innebar detta att man från den 1 januari 1879 använde sig av Sveriges gemensamma borgerliga tid, vilken till en början definierades som tolv minuter efter tiden vid meridianen genom Stockholms gamla observatorium (d.v.s. tolv minuter efter Stockholms lokaltid), men år 1900 ändrades den till tiden för meridianen exakt femton grader öster om Greenwich (en skillnad på ytterligare 14 sekunder).
Sålunda används över hela världen idag ett antal tidsmeridianer, huvudsakligen belägna vid var femtonde grad i longitud räknat från Greenwich, alltså med en timmes skillnad i soltid. Zontiden, som i allmänhet används av länderna kring den aktuella tidsmeridianen, följer medelsoltiden vid denna meridian. På internationellt vatten följs de standardtidszoner som definieras av dessa meridianer som är åtskilda av 15-gradersintervall (en timme) från greenwichmeridianen så att man inom plus minus sju och en halv grad från dem följer meridianens tid (tidszonerna for +12 och -12 utsträcker sig härvidlag endast i ena riktningen), medan man på territoriellt vatten följer tiden för territoriet ifråga.
Tidsmeridianen för centraleuropeisk tid, CET (eller medeleuropeisk tid, MET), ligger vid 15 graders ostlig longitud. Denna zontid används i en stor del av Europa fram till och med Nordmakedonien, Polen och Sverige i öster. Centraleuropeisk tid ligger en timme före UTC (centraleuropeisk sommartid två timmar före). Jämför soldygn
Koordinerad universell tid, UTC, har numera i de flesta sammanhang ersatt GMT. Den baseras på internationella atomtidsskalan och justeras med skottsekunder så att den ligger högst en sekund från GMT. Denna skillnad påverkar inte resonemanget ovan i övrigt.

## Medelsoltid i Sverige
15:e meridianen går genom bland andra orterna Raftsjöhöjden,  Kopparberg, Tällberg, Grängesberg, Motala, Boxholm, Tranås och Tingsryd, vilket innebär att officiell tid och medelsoltid sammanfaller där – utom då sommartid är påbjuden.
I Kopparberg är 15:e meridianen markerad i gräsmattan på östra sidan av "Stora gården".
I Göteborg är tidsskillnaden minus 12 minuter och i Haparanda plus 36 minuter.